# Šinano (1944)
Šinano (japonsky 信濃) byla japonská válečná loď, sloužící v císařském námořnictvu za druhé světové války. Původně byla rozestavěna jako v pořadí třetí bitevní loď třídy Jamato, později byla přestavěna a v roce 1944 dokončena jako letadlová loď. Pojmenována byla podle staré japonské provincie Šinano. Těsně po zařazení do služby byla – ještě ne zcela dokončená – ráno 29. listopadu 1944 potopena ponorkou USS Archerfish (SS-311). Zachráněno bylo přes tisíc námořníků a civilistů a 1435 přišlo o život, včetně kapitána. Zůstává největší válečnou lodí potopenou ponorkou.

## Pozadí vzniku a stavba
Stavba Šinano začala v květnu 1940, ale během léta 1941 byla přerušena, aby byla ušetřena pracovní síla a zdroje před japonským vstupem do války. Po katastrofální ztrátě čtyř letadlových lodí (Akagi, Kaga, Hirjú, Sórjú) v bitvě u Midway, byla Šinano vybrána jako vhodná pro přestavbu na letadlovou loď. Byla největší letadlovou lodí až do doby, než byla o 11 let později zavedena americká třída Forrestal.
Šinano byla projektována jako podpůrná letadlová loď, poskytující servis a palivo letounům z dalších letadlových lodí. Proto měla jen málo vlastních operačních letounů. V hangárech naopak nesla mnoho letounů na náhradu ztrát ostatních nosičů.
Dne 11. listopadu 1944 vyplula Šinano ze svého doku v Jokosuce a 19. listopadu 1944 byla zařazena do služby.

## Služba

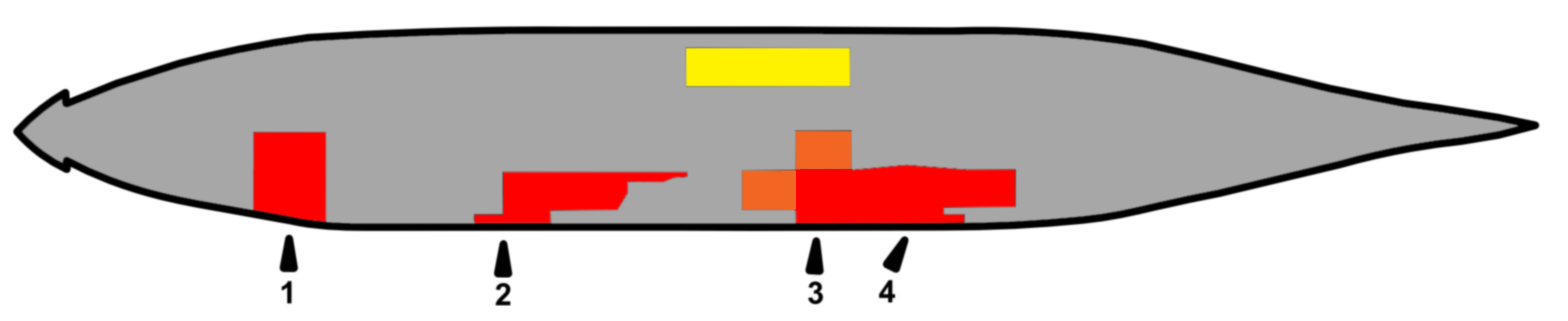
Schéma zobrazující místa zásahu torpéd a následného zaplavení: Červená ukazuje prostory zaplavené okamžitě, oranžová zaplavené pomalu a žlutá úmyslně zaplavené, aby se kompenzoval náklon lodi

Už 28. listopadu vyplula Šinano v doprovodu tří torpédoborců 17. kučikutai (駆逐隊 ~ divize torpédoborců) daisa (大佐 ~ námořní kapitán) Kiiči Šintaniho z Jokosuky. Mířila do přístavu Kure, kde mělo být zkompletováno její vybavení. V té době ještě nebyla testována ani její čerpadla, ani spolehlivost vodotěsných přepážek. I její posádka měla jen malé zkušenosti s prováděním záchranných prací.
Ve chvíli, kdy byla Šinano na moři jen několik hodin, zpozorovala ji americká ponorka USS Archerfish (třída Balao). V 3:17 ráno 29. listopadu Archerfish vypálila na Šinano salvu šesti torpéd, z nichž čtyři zasáhla. Torpéda, nastavená na malý ponor, ji zasáhla na citlivém místě mezi protitorpédovou obšívkou a čarou ponoru. Loď pokračovala v plavbě do 6:00, kdy ztratila energii. Nezkušená posádka nebyla schopna zabránit pronikání vody do lodi, navíc loď trpěla množstvím nedodělků, a proto se v 11:00 potopila. Zemřelo 1400 z 2400 členů posádky. Loď se potopila po zásahu čtyřmi torpédy, přestože se předpokládalo, že bude mnohem odolnější. Poválečné vyšetřování komisí amerického námořnictva dospělo k závěru, že ke ztrátě Šinano přispělo chybné řešení napojení její protitorpédové obšívky na hlavní boční pancíř.
Dne 31. srpna 1945 byla Šinano vyškrtnuta ze seznamu lodí japonského císařského námořnictva.